# Colombo

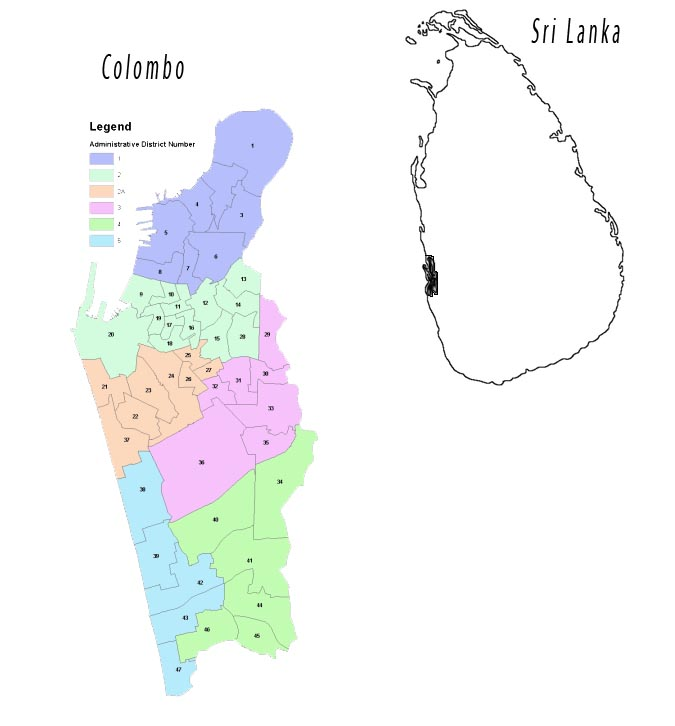
Harta orașului Colombo

Colombo (derivat de la numele singalez Kola-amba-thota și alterat de portughezi în onoarea lui Cristofor Columb) este cel mai mare oraș al Sri Lankăi, cu o populație de 737.396 în oraș și 2.234.289 în zona metropolitană. Colombo este capitala executivă a Sri Lankăi, capitala administrativă fiind Kotte.

## Personalități născute aici
- Nirj Deva (n. 1948), om politic britanic, europarlamentar.